# Margarinefigur
Margarinefiguren waren Produktzugaben zu Margarine-Packungen in den 1920er bis 1950er Jahren.

## Geschichte
In der Zwischenkriegszeit war der deutsche Margarinemarkt mit mehreren Hundert Herstellern besetzt, unter denen es einen starken Konkurrenzkampf gab. Ab 1920 verwendeten viele Hersteller zur Stärkung der Markenbindung Zugaben in verschiedener Form: Figuren aus Pappe, Holz, Metall, Papierbilder (z. B. Sanella-Bilder, Liebigbilder). Diese Entwicklung des Zugabewesens wurde durch die Weltwirtschaftskrise im Jahre 1929 abgebremst.
Nach dem Zweiten Weltkrieg lebte die Tradition der Margarinefiguren schnell wieder auf. Die Motive waren breit gefächert und zeigten Darstellungen aus dem täglichen Leben. So existieren Figuren u. a. zu Menschen, Berufen, Pflanzen, Tieren, Märchen, Sport, Baudenkmälern, Häusern, Wildwest, Flugzeugen, Schiffen, Eisenbahnen, Kraftfahrzeugen, Karneval, Hochzeit, Ulkfiguren, Zirkus, Weihnachtsfiguren, Vergnügungsparks, Science Fiction.
Der Schwerpunkt bei den Margarinefiguren liegt in den deutschsprachigen Ländern Schweiz, Österreich und Deutschland. Durch den grenzübergreifenden Warenhandel waren die Figuren vereinzelt aber auch in anderen Ländern zu finden.
Die Ära der Margarinefiguren endete abrupt 1954. Die Margarine-Industrie einigte sich seinerzeit in einem gemeinsamen Übereinkommen, am 1. März 1954 die Zugaben einzustellen.

## Sammelgebiet
Margarinefiguren haben sich bis heute als Sammelgebiet erhalten. Der eigentliche Zeitraum des Sammelgebiets Margarinefiguren dauert von 1950 bis 1954.

## Bücher
- Margarinefiguren-Katalog „Margarine-Figürchen aus den fünfziger Jahren“ (Band 5, Ausgabe 2002), Autor Peter Konrad.
- Margarine- und Plastikfiguren, Band 1, Firmen von A–K (Erstauflage 2016), Autor Helmut Bitsch, ISBN 978-3-00-052788-3. 512 Seiten mit 4903 Bildern und 212 Abbildungen.
- Margarine- und Plastikfiguren, Band 2, Firmen von L–Z (Erstauflage 2016), Autor Helmut Bitsch, ISBN 978-3-00-052789-0. 550 Seiten mit 5353 Bildern und 328 Abbildungen.
- Margarinefiguren und Werbefiguren, „Weihnachtskrippen und Figuren“, Sonderkatalog Nr. 1 (Erstauflage 2013), Auto Helmut Bitsch. Seiten 111.

## Weblink
- https://www.margarinefiguren.de